# 沈降係数
粒子の沈降係数（ちんこうけいすう）sは、沈降過程、特に遠心分離におけるその挙動を特徴付けるために用いられる量であり、粒子に印加される加速度aに対する沈降速度vt（m/s、終端速度としても知られている）の比として定義される。
{\displaystyle s={\frac {v_{t}}{a}}}
重力あるいは遠心力によって粒子に印加される力（超遠心機では通常重力の数万倍）が流体（通常水）の粘性抵抗によって打ち消されるため、これは定数となる。印加される加速度a（m/s2）は、重力加速度gあるいは遠心加速度ω2rである。後者では、ωはローターの角速度、rはローター軸と粒子の距離（半径）である。
沈降係数は時間の次元を持ち、スヴェドベリ(S値)を単位として表され、厳密には、1S=10−13sと定義される。原則として、沈降係数は、印加される加速度によって粒子の沈降率を標準化するのに役立つ。得られた値はもはや加速度に依存しておらず、粒子および流体の性質にのみ依存する。文献で言及される沈降係数は通常、水中、20°Cでの沈降と関連している。
より大きな粒子はより速く沈降し、より大きな沈降係数を有する。しかしながら、沈降係数は相加的ではない。沈降率は粒子の質量あるいは体積にのみ依存するわけではなく、2つの粒子が互いに結合している時は表面積の損失が必然的に起こる。ゆえに、結合粒子の沈降係数は、個々の粒子の個別に測定されたスヴェドベリ値を足すことでは得ることはできない。
これはリボソームの場合に顕著である。リボソームはほとんどの場合それらの沈降係数によって同定される。例えば、バクテリア由来の70Sリボソームは実際に70スヴェドベリの沈降係数を有している。一方、70Sリボソームは50Sサブユニットと30Sサブユニットから構成されており、サブユニットのスヴェドベリ値の合算よりも小さい。

## 遠心力を受ける粒子の沈降係数
粘性抵抗はストークスの式によって与えられ、遠心力は親しみのある式、mrω2によって与えられる。ここでは、rは粒子の回転軸からの距離である。これら2つの力（粘性力および遠心力）が釣り合う時、粒子は終端速度と呼ばれる一定の速度で移動する。したがって、終端速度は以下の式で与えられる。
{\displaystyle {v_{t}}={\frac {mr\omega ^{2}}{6\pi \eta r_{0}}}}
この式を再整理すると最終的に次式が得られる。
{\displaystyle s={\frac {v_{t}}{r\omega ^{2}}}={\frac {m}{6\pi \eta r_{0}}}}